# Changes (album Justina Biebera)
Changes – piąty album studyjny kanadyjskiego piosenkarza i autora tekstów Justina Biebera. Wydawnictwo ukazało się 14 lutego 2020 roku nakładem wytwórni muzycznych Def Jam Recordings i Raymond Braun Music Group jako pierwszy projekt w dorobku muzycznym piosenkarza od czasu wypuszczonego na rynek w listopadzie 2015 roku krążka Purpose.
Nagrania w Polsce uzyskały certyfikat złotej płyty.

## Lista utworów
Zestawienie według Discogs:
1. All Around Me
2. Habitual
3. Come Around Me
4. Intentions
5. Yummy
6. Available
7. Forever
8. Running Over
9. Take It Out On Me
10. Second Emotion
11. Get Me
12. E.T.A.
13. Changes
14. Confirmation
15. That's What Love Is
16. At Least For Now